# 2006-ban felfedezett nevezetes exobolygórendszerek listája

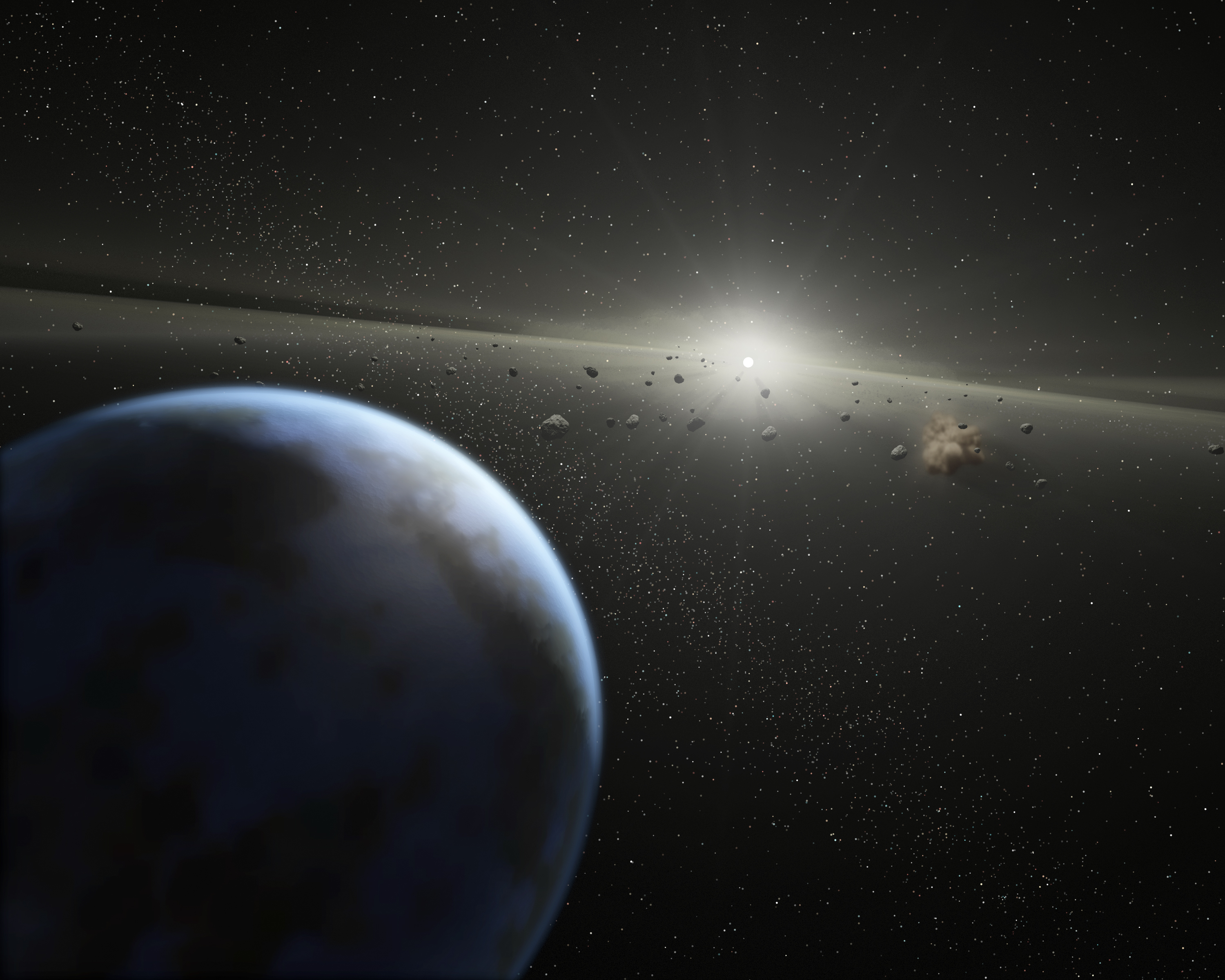
Fantáziakép a HD 69830 jelű csillag bolygójáról

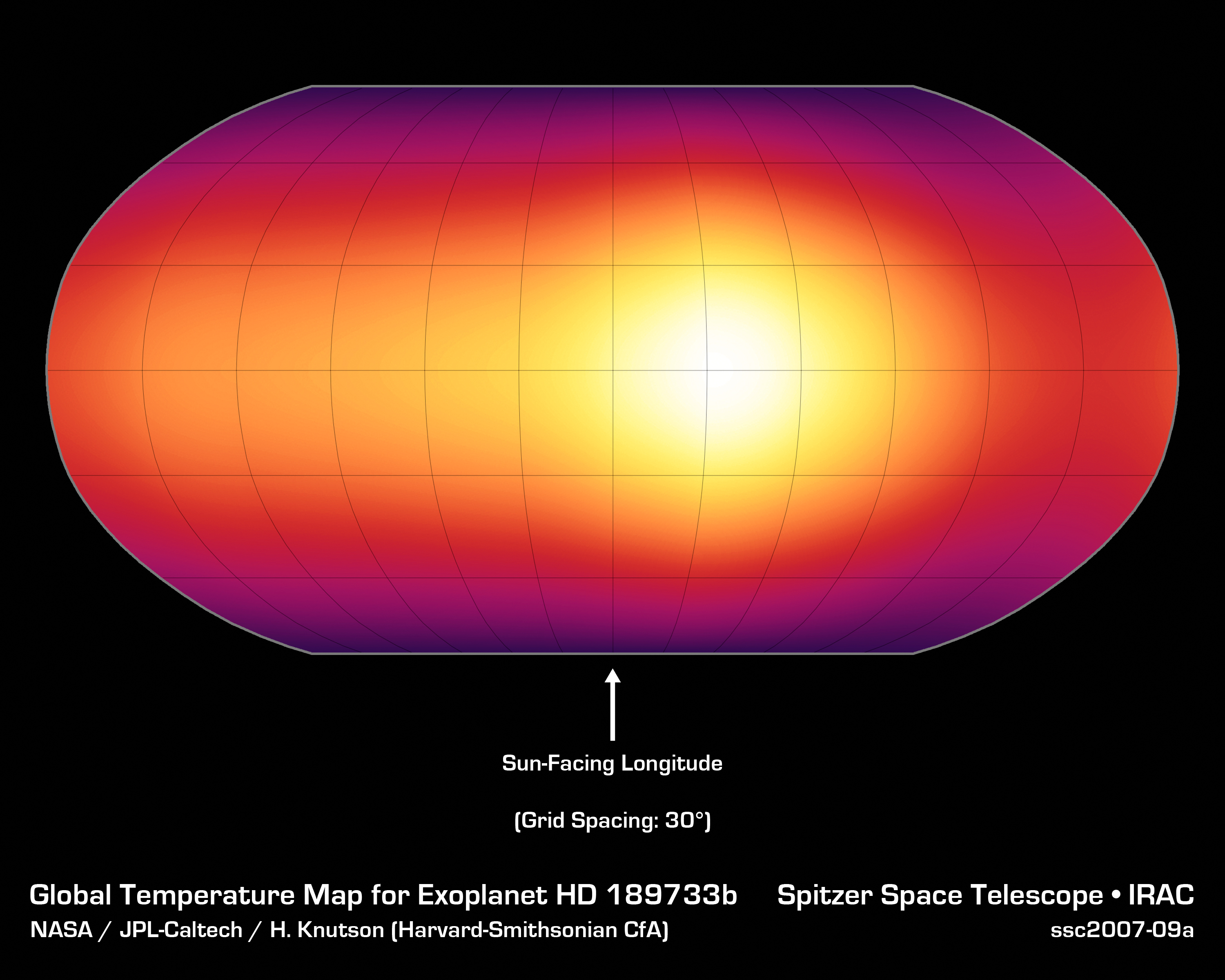
A HD 189733 b bolygó feltételezett hőmérséklet-térképe

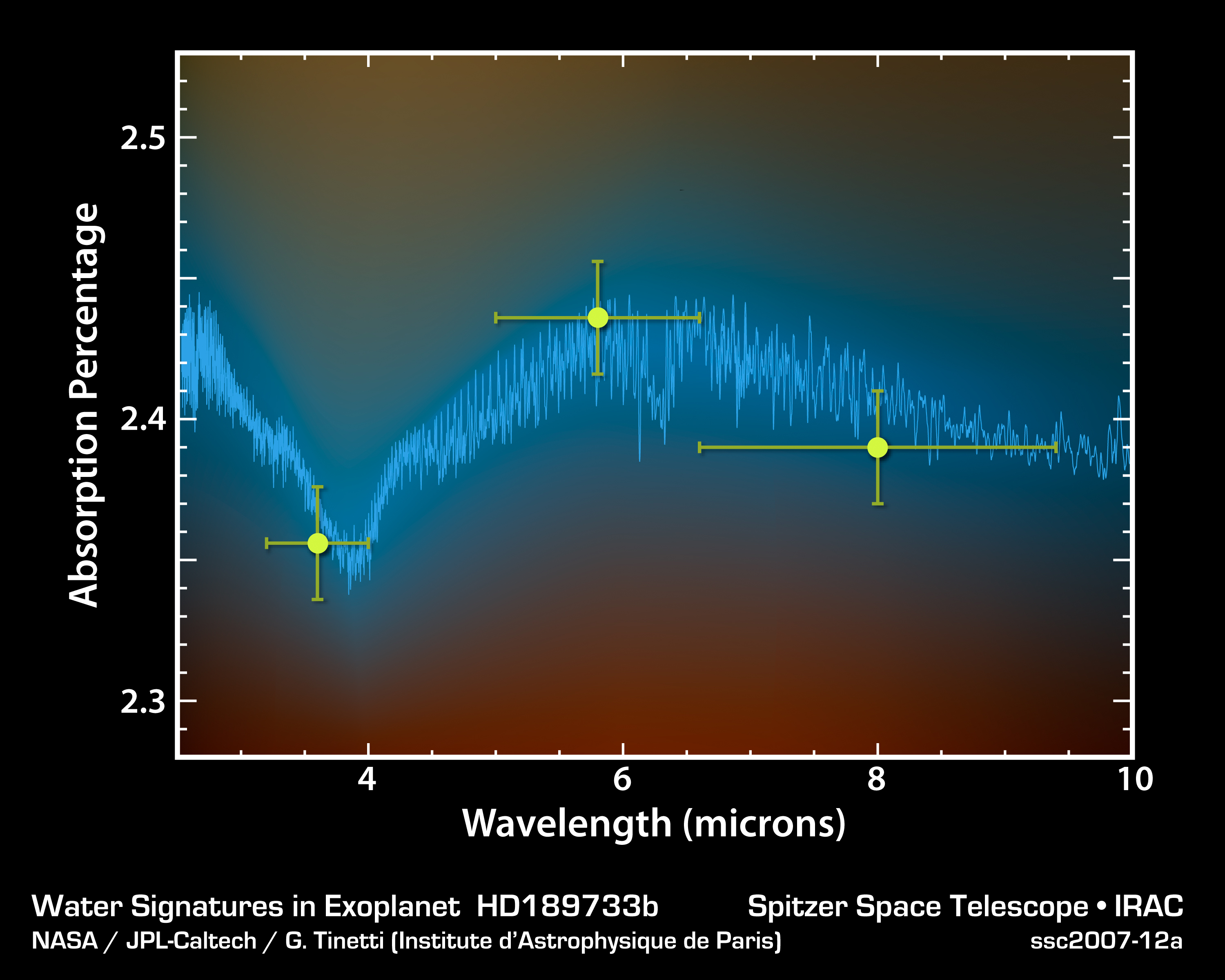
A HD 189733 b bolygó feltételezett színképe, a három sárga pont jelöli a tényleges méréseket, a hozzájuk tartozó bizonytalanságokkal, a kék görbe az erre illeszkedő (feltételezett) spektrum, mely a víz nyomait mutatja.

2006-ban felfedezett nevezetes exobolygórendszerek listája.
OGLE-2005-BLG-390Lb (2006)
Az egyik első, gravitációs mikrolencse-hatással felfedezett bolygó, egyben a legtávolabbi is (csillaga körülbelül 21 500 fényévre van a Naptól), és az egyik legkisebb tömegű (5,5 földtömeg, így ez a legkisebb bolygó fősorozati csillagok körül). Pályájának sugara 2,6 CsE.
OGLE-2006–BLG–109
Az OGLE és a MicroFUN programok által, gravitációs mikrolencse-jelenség segítségével talált bolygórendszerben két nagy bolygó kering, egyik a Jupiter, másik a Szaturnusz tömegéhez közeli mérettartományban, pályájuk is hasonló, így ebben az esetben is elképzelhető a Naprendszerünkhöz történő hasonlóság.
HD 69830
Három Neptunusz-méretű bolygó által alkotott rendszer, az első, amelyben nincsen nagy, jupiter-tömegű bolygó. A három bolygó tömege 10, 12, és 18 földtömeg, és mindhárom a Föld pályájánál közelebb kering a csillaghoz, a legkülső valószínűleg a lakhatósági zónában.
HAT–P–1 b
Az eddigi legnagyobb sugarú és legkisebb sűrűségű exobolygót magyar csillagász, Bakos Gáspár fedezte fel, az általa üzemeltetett HATNet távcsőrendszerrel. A HAT–P–1 b exobolygó a ADS 16402 AB G0 színképtípusú kettőscsillag körül kering. Átmérője a Jupiter átmérőjének 1,36-szorosa, tömege 0,53-szorosa. A felfedezés értékét növeli, hogy a kevesebb, de alaposabb eredményt produkáló fedési módszerrel találták meg.
SWEEPS-10
Az eddig felfedezett legkisebb pályasugarú bolygó, 10 óránként kerüli meg csillagát, pályájának sugara a Föld-Hold távolság háromszorosa. Felszíne a kis távolság miatt nagyon forró, körülbelül 1650 °C-os. Ilyen közel csak viszonylag kis tömegű csillaghoz keringhetnek (viszonylag nagy tömegű) bolygók, különben a csillag gravitációja szétszakítaná őket.
HD 189733b
A kettőscsillag körül keringő bolygó az egyik első fedési exobolygó. Nem mindennapi tulajdonságait hosszasan lehet sorolni: központi csillaga, a HD 189733 7,6 magnitúdós, azaz kisebb távcsővel is megfigyelhető, a bolygó átvonulásai pedig mintegy 3%-os fényességcsökkenéssel járnak, ami azt jelenti, hogy nagyon tapasztalt vizuális változócsillag-észlelők szabad szemmel is észrevehetik a bolygó átvonulását. Ez volt az egyik első bolygó, amelynek sikerült a színképét rögzíteni (a HD 209458 b-vel egyetemben),  valamint sikerült a bolygó vázlatos időjárástérképét is megrajzolni, közvetett észlelési módszerek segítségével. 2007 júliusában vízgőz jelenlétét mutatták ki a bolygó 1300 °C-os légkörében a Spitzer űrtávcső segítségével. 2008 januárjában jelentették be, hogy a bolygó légkörének látható fényét, a sugárzás eltérő polarizációját kihasználva, sikerült elkülöníteni a csillagétól, és ennek elemzése alapján a légkör bizonyos paramétereit meg tudták becsülni. A szokatlanul kis, mindössze 60 cm átmérőjű távcsővel végzett megfigyelés szerint a bolygó felsőlégköre a nagy hőmérséklet miatt erősen felfúvódott, vastagsága eléri a bolygósugár 30%-át.